# Austin Aries
Daniel Healy (Dan) Solwold jr. (Milwaukee, 15 april 1978), beter bekend als Austin Aries, is een Amerikaans professioneel worstelaar die werkzaam is bij WWE (World Wrestling Entertainment).

## Professioneel worstelcarrière
In 2000 begon Solwold te trainen onder Eddie Sharkey en Terry Fox en debuteerde op 24 november 2000. Hij worstelde verscheidene jaren in het middenwesten van Verenigde Staten voordat hij zijn worstelcarrière begon te lanceren in het oostkust van de Verenigde Staten nadat hij de finale van de "ECWA Super 8 Tournament" bereikte, die hij verloor van Christopher Daniels.

### Ring of Honor (2004–2007)
Na het toernooi vergezelde hij Ring of Honor en worstelde onder de ringnaam Austin Aries. Aries maakte zijn ROH-hoofdshow debuut op ROH: Reborn Stage 2 in Chicago Ridge op 24 april 2004. Aries was niet succesvol, hoewel, verloor een 'four corner survival match' met Jimmy Rave, Rocky Romero en de winnaar, Nigel McGuinness.  Aries was opgenomen om terug te keren op de show van 27 mei 2004, Generation Next, om deel te nemen in een nacht series met opkomende ROH-talenten. Alex Shelley, lijfde Aries samen met Roderick Strong en Jack Evans in als leden van een nieuwe stable (betekent ook om jonge, opkomende ROH-talenten te promoten). De groep kreeg de naam Generation Next.
Op 26 december 2004 haalde Aries het ROH World Championship binnen op Final Battle 2004 in Philadelphia door de langst regerende kampioen Samoa Joe te verslaan. Op 16 juni 2005, ROH stelde Aries als hoofdtrainer aan van hun worstelschool en de plaats innam van de voormalig hoofdtrainer CM Punk, die een contractakkoord had met de World Wrestling Entertainment (WWE). Op 18 juni 2005 moest Aries de titel afstaan nadat CM Punk hem versloeg.
Op 17 december 2005 in Edison (New Jersey) op Final Battle 2005, Aries teamde met Strong om het duo Sal Rinauro en Tony Mamaluke te verslaan voor het ROH World Tag Team Championship. De twee wouden dan hun team, Generation Next, op 3 juni 2006 opbergen. Op 16 september 2006 moesten Aries en Strong hun titels afstaan nadat ze verslagen werden door het duo Chris Hero en Claudio Castagnoli.
In mei 2007 trok Total Nonstop Action Wrestling (TNA) Aries en Homicide, beiden onder contract met TNA, aan voor alle ROH-shows.

### Total Nonstop Action Wrestling (2005–2007)

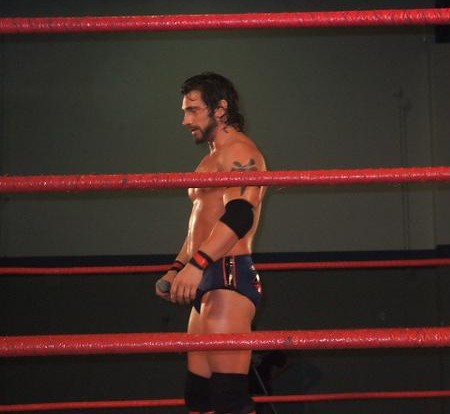
Aries in de ring in 2006

Op 22 september 2005 kondigde Aries aan op hun website dat hij een contractvoorstel kreeg van TNA en ondertekende. Hij bekwam een gedeeltelijk lid van de TNA-rooster en vormde een stable met Roderick Strong en Alex Shelley.
In februari 2006 waren hij en Strong beiden geschorst voor twee maanden door vier uur te laat aankomen voor de pay-per-view Against All Odds. In rest van 2006 kreeg hij een nieuwe ringnaam, Austin Starr.
Op 18 april 2007 was Starr voor negentig dagen geschorst. Tijdens zijn schorsing vroeg en kreeg hij zijn vrijgeving van TNA.

### Terugkeer naar Ring of Honor (2007–2010)
Een maand nadat hij vrijgegeven was van TNA, Aries zou zijn terugkeer maken naar Ring of Honor. Op United We Stand van 22 juni 2007 was Aries aanwezig maar als "fan". Tijdens de match tussen de No Remorse Corps en The Resilience, hij was verbaliserend opgeroepen door Roderick Strong. Aries probeerde om te klimmen over de veiligheidshek maar was tegengehouden door de veiligheidsmensen want hij was niet langer in dienst van het bedrijf. De volgende nacht was Aries opnieuw aanwezig en liep doorheen de gejuich en viel No Remorse Corps aan. Hij ondertekende toen in de ring een ROH-contract. Hij bleef daar worstelen tot oktober 2010, nadat de ROH op hun website zijn profiel had verwijderd vanwege de overcapaciteit aan worstelaars in hun rooster.

### Dragon Gate USA (2010–2011)
Op 12 oktober 2010 maakte Dragon Gate USA bekend dat Aries een contract had ondergetekend met de promotie. Op 29 oktober 2010 maakte Aries zijn debuut voor de promotie op de Bushido: Code of the Warrior-pay-per-view, waar hij verslagen was door 'Open the Dream Gate Champion' Masato Yoshino in een niet-titelmatch. Op 9 juni 2011 verliet Aries de promotie.

### Terugkeer naar TNA Wrestling (2011–heden)
Tijdens de opnames van Impact Wrestling van 13 juni 2011, Aries maakte een terugkeer naar TNA en versloeg Jimmy Rave en Kid Kash in de eerste ronde match van de X Division Showcase voor een contract met de promotie. Op 10 juli 2011 op Destination X, Aries versloeg Jack Evans, Low Ki en Zema Ion om het toernooi te winnen en kreeg een TNA-contract.
In augustus 2011 had Aries verscheidene keren de kans om het X Division Championship te winnen van kampioen Brian Kendrick maar faalde telkens. Op 11 september 2011 op No Surrender, Aries versloeg kampioen Brian Kendrick. Hij won eindelijk het X Division Championship en behaalde zo zijn eerste TNA-titel. Met de X Division Championship-titel behaalde hij ook een record als de langst regerende kampioen ooit. Op 8 juli 2012 stelde hij de X Division-titel vacant om  tegen Bobby Roode op te nemen om het TNA World Heavyweight Championship op Destination X. Op Destination X won Aries van Roode en bekwam voor het eerst TNA World Heavyweight Champion. Op Destination X moest hij de titel afstaan aan Jeff Hardy. Op 20 juni 2013 veroverde hij voor de tweede keer het X Division Championship. Op 29 juni 2013 moest hij de titel afstaan aan Chris Sabin.

## In het worstelen
- Finishers
  - 450° splash
  - Brainbuster / Starrbuster (TNA; 2006–2007)
  - Horns of Aries / Last Chancery
- Signature moves
  - Crucifix driver
  - Death Valley driver
  - Figure-8 leg lock
  - Fish Hook of Doom
  - Forward Russian legsweep
  - Frog splash
  - Heat Seeking Missile
  - Inverted suplex slam
  - Japanese arm drag
  - Macho Neck Snap
  - No-handed springboard moonsault
  - Pendulum Elbow
  - Powerdrive Elbow
  - Rolling elbow
  - Rolling fireman's carry slam
  - Scissored armbar
  - Shin breaker gevolgd in een leg hook Saito suplex
  - Sidewalk slam
- Bijnamen
  - "A Double"
  - "The Star"
  - "The Greatest Man That Ever Lived"
  - "The Vascular Vegetarian"
  - "MV3 (Most Valuable Vascular Vegetarian)"
  - "Mr. It"
  - "The Greatest Manager That Ever Lived"
- Entree thema's
  - Onafhankelijke circuit
    - "Born of a Broken Man" van Rage Against the Machine
    - "Personal Jesus" van Marilyn Manson
    - "The Greatest Man That Ever Lived (Variations on a Shaker Hymn)" van Weezer

  - Total Nonstop Action Wrestling
    - "Raging of the Region" van Dale Oliver

## Prestaties
- Mid-American Wrestling
  - MAW Junior Heavyweight Championship (1 keer)
- Midwest Championship Wrestling
  - MWCW Light Heavyweight Championship (1 keer)
- Midwest Independent Association of Wrestling
  - MIAW Cruiserweight Championship (1 keer)
- Minnesota Independent Wrestling
  - MIW Cruiserweight Championship (1 keer)
- NWA Midwest
  - NWA Midwest X Division Championship (1 keer)
- Neo Pro Wrestling
  - NPW Cruiserweight Championship (1 keer)
  - NPW Cruiserweight Championship Tournament (2002)
- Pro Wrestling WAR
  - PWW Heavyweight Championship (1 keer)
- Ring of Honor
  - ROH World Championship (2 keer)
  - ROH World Tag Team Championship (1 keer - met Roderick Strong)
- Steel Domain Wrestling
  - SDW Tag Team Championship (1 keer - met "The Piston" Ted Dixon)
- Total Nonstop Action Wrestling
  - TNA World Heavyweight Championship (1 keer)
  - TNA World Tag Team Championship (1 keer met Bobby Roode)
  - TNA X Division Championship (4 keer)
  - Triple Crown Championship (5e)
  - X Division Showcase (2011)